# 毛发
毛发，或稱毛，是由皮膚中的毛囊長出的毛，屬於蛋白質絲。毛发是哺乳动物的特徵之一。毛发也是一種重要的生物材料，主要成份是蛋白質。
人體除了一些無毛的光滑皮膚（glabrous skin）外，大部份的皮膚都有毛囊，會生長較細小的柔毛及較粗的永久毛。人體的毛发中最顯著的是生長在頭部的頭髮，其他部位的毛发會稱為體毛。

## 簡介
毛发一詞包括了以下兩種不同的結構：
1. 皮膚以下的部份，稱為毛囊。毛囊位在真皮內，維持其中的幹細胞，一方面在毛发脫落時可以重新生長，也會在皮膚有傷口時來使皮膚重新生長[1]
2. 毛发幹，是在皮膚表面堅硬的絲狀部份。毛发幹的截面可以大約分為三個部份。

毛发的結構可以分為幾層，由外至内分别是：
1. 角质层（英语：Cuticle (hair)）是由幾層扁平狀的細胞組成，彼此之間類似屋瓦一樣互相重疊。
2. 皮质层是由角蛋白組成的組織，其中的有色物質也決定了毛髮的顏色。
3. 髓质层（英语：Medulla (hair)）在毛发中心，無明顯組織的開放區域[2]。

## 功能
許多哺乳類有毛皮及其他的毛发，各有其不同的功能。對許多動物而言，毛发有調節溫度以及偽裝的功能，有些動物利用毛发來向其他動物傳達警告、求偶或是其他的訊息。有些動物的毛髮有防禦性的功能，甚至有少數動物會用毛发進行攻擊性的保護。毛发也是感覺器官，將觸覺擴展到皮膚上方一小段距離的位置。其中較長的保護鬃毛（Guard hair）會讓動物產生本能性的防衛或是躲避反應。

## 疾病
體癬是針對有毛髮部份皮膚的真菌病。

## 外部連結
- How to measure the diameter of your own hair using a laser pointer
- Instant insight （页面存档备份，存于） outlining the chemistry of hair from the Royal Society of Chemistry